# Zilveren Schelp voor beste regisseur
De Zilveren Schelp voor beste regisseur (Spaans: Concha de Plata al mejor director, Baskisch: Zuzendari Onenaren Zilarrezko Maskorra)  is een van de hoofdprijzen van het Internationaal filmfestival van San Sebastián en wordt gegeven aan de beste regisseur in de competitie. De prijs wordt sinds 1953 uitgereikt.

## Winnaars
| Jaar                | Film                           | Regisseur                                   |
| ------------------- | ------------------------------ | ------------------------------------------- |
| 1953 (1ste editie)  | La guerra de Dios              | Rafael Gil                                  |
| 1954 (2de editie)   | La patrulla                    | Pedro Lazaga                                |
| 1955 (3de editie)   | Geen uitreiking                | Geen uitreiking                             |
| 1956 (4de editie)   | Il ferroviere                  | Pietro Germi                                |
| 1957 (5de editie)   | Dedécek automobil              | Alfréd Radok                                |
| 1957 (5de editie)   | Ich suche Dich                 | O.W. Fischer                                |
| 1958 (6de editie)   | Vertigo                        | Alfred Hitchcock                            |
| 1959 (7de editie)   | North by Northwest             | Alfred Hitchcock                            |
| 1959 (7de editie)   | Dagli Appennini alle Ande      | Folco Quilici                               |
| 1960 (8ste editie)  | The Fugitive Kind              | Sidney Lumet                                |
| 1961 (9de editie)   | L'imprevisto                   | Alberto Lattuada                            |
| 1962 (10de editie)  | Senilità                       | Mauro Bolognini                             |
| 1963 (11de editie)  | Au coeur de la vie             | Robert Enrico                               |
| 1964 (12de editie)  | La Tía Tula                    | Miguel Picazo                               |
| 1965 (13de editie)  | Casanova 70                    | Mario Monicelli                             |
| 1966 (14de editie)  | Madamigella di Maupin          | Mauro Bolognini                             |
| 1967 (15de editie)  | Yowita                         | Janusz Morgenstern                          |
| 1968 (16de editie)  | The Long Day’s Dying           | Peter Collinson                             |
| 1969-1976           | Geen uitreiking                | Geen uitreiking                             |
| 1977 (25ste editie) | Der Mädchenkrieg               | Alf Brustellin                              |
| 1977 (25ste editie) | Der Mädchenkrieg               | Bernhard Sinkel                             |
| 1978 (26ste editie) | Sonámbulos                     | Manuel Gutiérrez Aragón                     |
| 1979 (27ste editie) | Angi Vera                      | Pál Gábor                                   |
| 1980-1983           | Geen uitreiking                | Geen uitreiking                             |
| 1984 (32ste editie) | Notre mariage                  | Valeria Sarmiento                           |
| 1985 (33ste editie) | La ciudad y los perros         | Francisco Lombardi                          |
| 1986 (34ste editie) | Welcome in Vienna              | Axel Corti                                  |
| 1987 (35ste editie) | Crazy Love                     | Dominique Deruddere                         |
| 1988 (36ste editie) | Remando al viento              | Gonzalo Suárez                              |
| 1989 (37ste editie) | Konsul                         | Miroslaw Bork                               |
| 1990 (38ste editie) | Miller's Crossing              | Joel Coen                                   |
| 1991 (39ste editie) | Highway 61                     | Bruce McDonald                              |
| 1992 (40ste editie) | Tito i ja                      | Goran Marković                              |
| 1993 (41ste editie) | Tombés du ciel                 | Philippe Lioret                             |
| 1994 (42ste editie) | Shallow Grave                  | Danny Boyle                                 |
| 1995 (43ste editie) | Leaving Las Vegas              | Mike Figgis                                 |
| 1996 (44ste editie) | Bajo la piel                   | Francisco Lombardi                          |
| 1997 (45ste editie) | Rien ne va plus                | Claude Chabrol                              |
| 1998 (46ste editie) | Barrio                         | Fernando León de Aranoa                     |
| 1999 (47ste editie) | Shower                         | Zhang Yang                                  |
| 1999 (47ste editie) | La Maladie de Sachs            | Michel Deville (ex aequo)                   |
| 2000 (48ste editie) | Före Stormen                   | Reza Parsa                                  |
| 2001 (49ste editie) | C'est la vie                   | Jean-Pierre Améris                          |
| 2002 (50ste editie) | Together                       | Chen Kaige                                  |
| 2003 (51ste editie) | Sa-lin-eui chu-eok             | Bong Joon-ho                                |
| 2004 (52ste editie) | Letter from an Unknown Woman   | Xu Jinglei                                  |
| 2005 (53ste editie) | Sunflower                      | Zhang Yang                                  |
| 2006 (54ste editie) | Delirious                      | Tom DiCillo                                 |
| 2007 (55ste editie) | Battle for Haditha             | Nick Broomfield                             |
| 2008 (56ste editie) | Genova                         | Michael Winterbottom                        |
| 2009 (57ste editie) | La mujer sin piano             | Javier Rebollo                              |
| 2010 (58ste editie) | Mistérios de Lisboa            | Raúl Ruiz                                   |
| 2011 (59ste editie) | Adikos Kosmos                  | Filippos Tsitos                             |
| 2012 (60ste editie) | El artista y la modelo         | Fernando Trueba                             |
| 2013 (61ste editie) | Club Sandwich                  | Fernando Eimbcke                            |
| 2014 (62ste editie) | Magical Girl                   | Carlos Vermut                               |
| 2015 (63ste editie) | Les Chevaliers blancs          | Joachim Lafosse                             |
| 2016 (64ste editie) | Dangsinjasingwa dangsinui geot | Hong Sang-soo                               |
| 2017 (65ste editie) | Alanis                         | Anahí Berneri                               |
| 2018 (66ste editie) | Rojo                           | Benjamín Naishtat                           |
| 2019 (67ste editie) | La trinchera infinita          | Aitor Arregi, Jon Garaño, Jose Mari Goenaga |
| 2020 (68ste editie) | Beginning                      | Dea Kulumbegashvili                         |
| 2021 (69ste editie) | Du som er i himlen             | Tea Lindeburg                               |
| 2022 (70ste editie) | A Hundred Flowers              | Genki Kawamura                              |